# Colin Lawrence
Colin Lawrence (Londra, 7 settembre ...) è un attore inglese naturalizzato canadese noto per l'interpretazione di John "Preacher" Middleton nella serie televisiva Virgin River.

## Filmografia parziale

### Cinema
- Il sesto giorno (The 6th Day), regia di Roger Spottiswoode (2000)
- Top model per caso (Head Over Heels), regia di Mark Waters (2001)
- House of the Dead, regia di Uwe Boll (2003)
- L'acchiappasogni (Dreamcatcher), regia di Lawrence Kasdan (2003)
- X-Men 2 (X2), regia di Bryan Singer (2003)
- Sea Ghost - Il fantasma degli abissi (The Thing Below), regia di Jim Wynorski (2004)
- I Fantastici 4 (Fantastic Four), regia di Tim Story (2005)
- Sub Zero - Paura sulle montagne (Sub Zero), regia di Jim Wynorski (2005)
- L'uomo senza ombra 2 (Hollow Man 2), regia di Claudio Fäh (2006)
- Watchmen, regia di Zack Snyder (2009)
- Driven to Kill - Guidato per uccidere (Driven to Kill), regia di Jeff King (2009)
- Case 39, regia di Christian Alvart (2009)
- Kill for Me - Legami di morte (Kill for Me), regia di Michael Greenspan (2013)
- Ancora 12 Rounds (12 Rounds 2: Reloaded), regia di Roel Reiné (2013)
- Rememory, regia di Mark Palansky (2017)
- Cinquanta sfumature di nero (Fifty Shades Darker), regia di James Foley (2017)

### Televisione
- Maledetta fortuna (Strange Luck) – serie TV, un episodio (1995)
- Sentinel – serie TV, 2 episodi (1996-1997)
- X-Files – serie TV, 3 episodi (1996-1998)
- Poltergeist (Poltergeist: The Legacy) – serie TV, un episodio (1997)
- Oltre i limiti (The Outer Limits) – serie TV, un episodio (1997)
- Stargate SG-1 – serie TV, 5 episodi (1997-2001)
- Viper – serie TV, un episodio (1998)
- Creatura – serie TV, 2 episodi (1998)
- Atomic Train - Disastro ad alta velocità (Atomic Train) – serie TV, 2 episodi (1999)
- Seven Days – serie TV, 2 episodi (2000)
- Dark Angel – serie TV, 3 episodi (2001)
- Wolf Lake – serie TV, un episodio (2001)
- Just Cause – serie TV, un episodio (2002)
- The Twilight Zone – serie TV, un episodio (2002)
- Saint Sinner, regia di Joshua Butler – film TV (2002)
- Andromeda – serie TV, un episodio (2003)
- Dead Like Me – serie TV, un episodio (2003)
- Jeremiah – serie TV, 2 episodi (2003)
- The L Word – serie TV, 4 episodi (2004-2009)
- Smallville – serie TV, 3 episodi (2004-2009)
- Romeo! – serie TV, un episodio (2005)
- 4400 (The 4400) – serie TV, un episodio (2005)
- Blade - La serie (Blade: The Series) – serie TV, 2 episodi (2006)
- Saved – serie TV, un episodio (2006)
- Battlestar Galactica – serie TV, 13 episodi (2006-2009)
- Supernatural – serie TV, 3 episodi (2006-2016)
- Men in Trees - Segnali d'amore (Men in Trees) – serie TV, un episodio (2008)
- I figli degli dei (Children of the Gods) – film TV (2009)
- Sanctuary – serie TV, un episodio (2009)
- Stonehenge Apocalypse, regia di Paul Ziller – film TV (2010)
- Human Target – serie TV, un episodio (2010)
- Fairly Legal – serie TV, un episodio (2011)
- Endgame – serie TV, 6 episodi (2011)
- Fringe – serie TV, un episodio (2011)
- The Killing – serie TV, 12 episodi (2011-2012)
- Alcatraz – serie TV, un episodio (2012)
- Continuum – serie TV, 2 episodi (2012)
- Arrow – serie TV, un episodio (2013)
- Cedar Cove – serie TV, un episodio (2013)
- Lost Girl – serie TV, un episodio (2013)
- The 100 – serie TV, 2 episodi (2014)
- Motive – serie TV, un episodio (2015)
- Minority Report – serie TV, 2 episodi (2015)
- Impastor – serie TV, 5 episodi (2015-2016)
- iZombie – serie TV, 6 episodi (2016)
- Dead of Summer – serie TV, 2 episodi (2016)
- Shut Eye – serie TV, 2 episodi (2016)
- L'uomo nell'alto castello (The Man in the High Castle) – serie TV, un episodio (2016)
- Girlfriends' Guide to Divorce – serie TV, 2 episodi (2016-2018)
- Timeless – serie TV, un episodio (2017)
- The Arrangement – serie TV, un episodio (2017)
- Somewhere Between – serie TV, 3 episodi (2017)
- Riverdale – serie TV, 6 episodi (2017-2019)
- Taken – serie TV, un episodio (2018)
- ReBoot: The Guardian Code – serie TV, 2 episodi (2018)
- Colony – serie TV, 3 episodi (2018)
- The Bletchley Circle: San Francisco – serie TV, 5 episodi (2018)
- Take Two – serie TV, 2 episodi (2018)
- The Good Doctor – serie TV, 2 episodi (2018-2019)
- Mystery 101 – serie TV, un episodio (2019)
- Virgin River – serie TV, 54 episodi (2019-2023)
- Un ballo per Natale (Dancing Through Christmas), regia di Paul Shapiro – film TV (2021)

## Doppiatori italiani
Nelle versioni in italiano delle opere in cui ha recitato, Colin Lawrence è stato doppiato da:
- Alessandro Messina in Sanctuary, Alcatraz, Virgin River
- Andrea Lavagnino in Arrow, Motive, Riverdale
- Carlo Scipioni in Case e misteri, Somewhere Between
- Roberto Gammino in Stargate SG-1
- Simone Mori in Saint Sinner
- Mario Bombardieri in Premonition - Minuti contati
- Stefano Mondini in Sub Zero - Paura sulle montagne
- Valerio Sacco in Supernatural (ep. 1x12)
- Marco Bassetti in Supernatural (ep. 12x01)
- Roberto Certomà in The L Word
- Fabrizio Russotto in Smallville
- Alessandro Budroni in The Killing
- Francesco Sechi in Fringe
- Marco Balzarotti in Continuum (ep. 1x03)
- Renato Novara in Continuum (ep. 1x05)
- Alessandro Ballico in Kill for Me - Legami di morte
- Gianluca Iacono in Ancora 12 Rounds
- Paolo Maria Scalondro in iZombie
- Massimo Aresu in Timeless
- Ivan Anoè in Colony
- Maurizio Di Girolamo in The Bletchley Circle: San Francisco
- Raffaele Carpentieri in The Good Doctor
- Ruggero Andreozzi in Un ballo per Natale